# Watsonidia pardea
Watsonidia pardea är en fjärilsart som beskrevs av William Schaus 1933. Watsonidia pardea ingår i släktet Watsonidia och familjen björnspinnare. Inga underarter finns listade i Catalogue of Life.